# スタンリーのお弁当箱
『スタンリーのお弁当箱』（スタンリーのおべんとうばこ、Stanley Ka Dabba）は、2011年のインドのコメディ映画。本作に俳優として出演もしているアモール・グプテの監督デビュー作であり、主演のパルソー・グプテはグプテ監督の息子である。
本作は、1年半にわたって演技経験のない子供たちを毎週土曜日に学校に集め、映画のワークショップとして製作された作品であり、子供たちは最後まで映画撮影と知らず、また子供たちにカメラの存在を気付かれないようにすることで自然な表情を引き出している。

## ストーリー
ムンバイのカトリック系の学校に通う4年生のスタンリーは明るい性格でクラスの人気者だが、家庭の事情で弁当を持ってくることができないため、昼食の時間はクラスメートに隠れて水道水で空腹を紛らわせていた。そんなスタンリーを見かねたクラスメートたちは自分たちの弁当を少しずつスタンリーに分けてあげようとするが、何かにつけてスタンリーを目の敵にしている中年国語教師ヴァルマーに横取りされてしまう。実はヴァルマーは自身も弁当を持って来ておらず、いつも同僚や生徒たちに集っており、特に金持ちの息子であるアマン・メヘラの豪華な弁当を狙っていたのだが、その企みを見透かした生徒たちに出し抜かれたことから激怒、スタンリーに「弁当を持って来ない生徒は学校に来る資格などない」と叱りつけてしまう。ショックを受けたスタンリーは翌日から学校を休むようになる。しかし、クラスメートたちの支えもあり、スタンリーは「ある方法」で用意した自分の弁当を持って登校すると、ヴァルマーに弁当を見せて学校に来て良いか尋ねる。既に自分の大人げない行為を深く恥じていたヴァルマーは、スタンリーに謝罪の手紙を残して学校を辞める。
スタンリーはクラスメートたちに両親が仕事でデリーに行っているために弁当が用意できないのだと言っていたのだが、実は両親は交通事故で亡くなっており、意地悪な叔父の経営する食堂で下働きをさせられていた。その食堂の料理人が店の残り物でスタンリーの弁当を用意してくれたのである。スタンリーは豪華な弁当を「お母さんが早起きして作ってくれた」と言って嬉々として教師やクラスメートたちにも分ける。

## キャスト
- スタンリー: パルソー・グプテ（英語版） - 4年生。クラスの人気者。
- 英語教師ロージー: ディヴィヤ・ダッタ（英語版） - スタンリーの理解者。結婚を控えている。
- 歴史教師ズーチー: ラジェンドラナート・ズーチー（英語版） - 新しく赴任して来た教師。ヴァルマーに弁当を分けてやる。
- 科学教師アイヤル: ディヴィヤ・ジャグダレ - 熱心だが厳しい女性教師。
- 校長: ラフール・シン（英語版）
- 国語教師ヴァルマー: アモール・グプテ（英語版） - 意地悪で食い意地の張った中年教師。